# Zipper
『Zipper』（ジッパー）は、1993年に祥伝社が創刊した、10代後半向けの女性・ファッション雑誌。

## 概要
1993年に“みんなと同じスタイルは「NO」！”をコンセプトに創刊した。「個性を大事にして、自分らしくおしゃれを楽しもう」というメッセージを発信していた。
『Zipper』という誌名はファスナーの呼名に由来する。Zipperは「元気いっぱい」「快活な」という意味で、創刊当初の誌名ロゴは『Zipper』の“i”の字の上点がファスナーのスライドを図案化したものだった。のちにデザインが毎月変更されるようになった。
10代後半の女性を対象に原宿系ファッションなど、ボーイッシュでカジュアルなファッションを提案する青文字系雑誌である。誌面には個性的で奇抜なファッションが登場する。しかし、のちに男性ウケも視野に入れた「モテ企画」としてカップルスナップなどの特集も組まれるようになった。
2014年12月号から刊行形態が季刊化し、毎年3月、6月、9月、12月発売となった。2017年12月22日発売号を以って休刊した。2022年3月23日に復刊。

## キャッチフレーズ
- FASHION FOOTWORK MAGAZINE（1993年 - 1996年）[要出典]
- おしゃれびとのファッションソース誌（1996年 - 1999年）[要出典]
- Forおしゃれプロデューサー（1999年 - 2007年）[要出典]
- おしゃれ先どり“No.1”ガール!（2007年 - ）[要出典]

## モデル
2000年頃、歌手のCHARAやYUKIが表紙を飾ることが多く、W表紙もあった（撮影はロンドン）。2009年6月号から明石家さんまと大竹しのぶの長女であるIMALUがモデルとして登場している。

### 専属モデル
- 横島ふうか
- 青葉ひなり
- 東条澪
- セレネ・ハノン
- めっちゃん
- もえぴ
- yui
- 鈴奈
- かすみん
- ゼブラナ
- ごみちゃん

### 過去の専属モデル
- IMALU[9]
- 小澤しぇいん[10]
- 篠崎こころ[11]
- mimmam[12]
- 佐藤さき[13]
- 中田クルミ[14]
- 矢部ユウナ[15]
- 北野日奈子（元乃木坂46）[16]

### 読者モデル
Zipperでは読者モデルのことを「パチパチズ」と呼んでいる。「パチパチ」は拍手の音に由来する。
- AMO[18]
- 山岡あやも[17]
- hàl[要出典]
- こんどうようぢ[19]
- UNA[20]

## 連載
1999年5月号から2003年5月号まで、矢沢あいの漫画『Paradise Kiss』が連載されていた。この漫画の掲載以前には、矢沢あいの漫画『ご近所物語』の登場人物が、流行の洋服の作り方を紹介する連載もあった。
- ジョージ朝倉「テケテケ★ランデブー」[21]
- おおたうに「チェリーコーク」[22]
- 土屋アンナ「お気に召すmama」[23]
- チャットモンチー「チャットモンチーの“作文（ちゃくぶん）”」[要出典]
- ベッキー「ハッピーへんかん所」[23]
- 矢沢あい「Paradise Kiss」（1999年 - 2003年）[24]
- 嶽本野ばら「乙女のトリビア」（2005年 - 2007年）[25]
- ももいろクローバーZ「対決! ももクロちゃれんZ」（2011年 - ）[26]
- 高城れに「風雲! たかぎ城」（2012年 - 2013年）[27]
- 喜矢武豊「カレCan」（2012年 - ）[28]
- でんぱ組.inc「Depper でんぱのヲススメ」（2013年8月 - ）
- タカノ綾「愛ごよみ」[29]
- 仲里依紗「仲さんのキテレツA to Z」[30]
- 仲里依紗「RISAのファッションアンテナ」（2013年 - ）[31]
- 水原希子「Kiko Gourmet -キコグルメ-」（2013年 - ）[32]
- 有村架純「日常」（2014年 - ）[33]
- 北野日奈子「ひなコレクション」（2015年 - ）[16]
- ゆら「ゆらり不思議旅」[34]

## 発行部数
|        | 1〜3月     | 4〜6月     | 7〜9月     | 10〜12月   |
| ------ | ---------- | ---------- | ---------- | ---------- |
| 2009年 | 164,334 部 | 171,767 部 | 173,700 部 | 172,867 部 |
| 2010年 | 182,700 部 | 177,270 部 | 184,100 部 | 181,710 部 |
| 2011年 | 180,864 部 | 181,397 部 | 173,100 部 | 181,267 部 |
| 2012年 | 163,767 部 | 167,434 部 | 159,584 部 | 153,317 部 |
| 2013年 | 143,484 部 | 144,224 部 | 132,194 部 | 132,940 部 |
| 2014年 | 120,160 部 | 120,694 部 | 124,227 部 | 95,050 部  |
| 2015年 | 80,000 部  | 72,000 部  | 62,500 部  | 56,700 部  |
| 2016年 | 56,700 部  | 56,500 部  | 53,000 部  | 48,600 部  |
| 2017年 | 50,500 部  | 50,000 部  | 45,700 部  |            |